# سیرتوری
سیرتوری (به ایتالیایی: Sirtori) یک کومونه در ایتالیا است که در استان لکو واقع شده‌است.

## خصوصیات
سیرتوری ۴٫۳ کیلومترمربع مساحت و ۲٬۸۴۴ نفر جمعیت دارد.